# Sony Ericsson Xperia ray

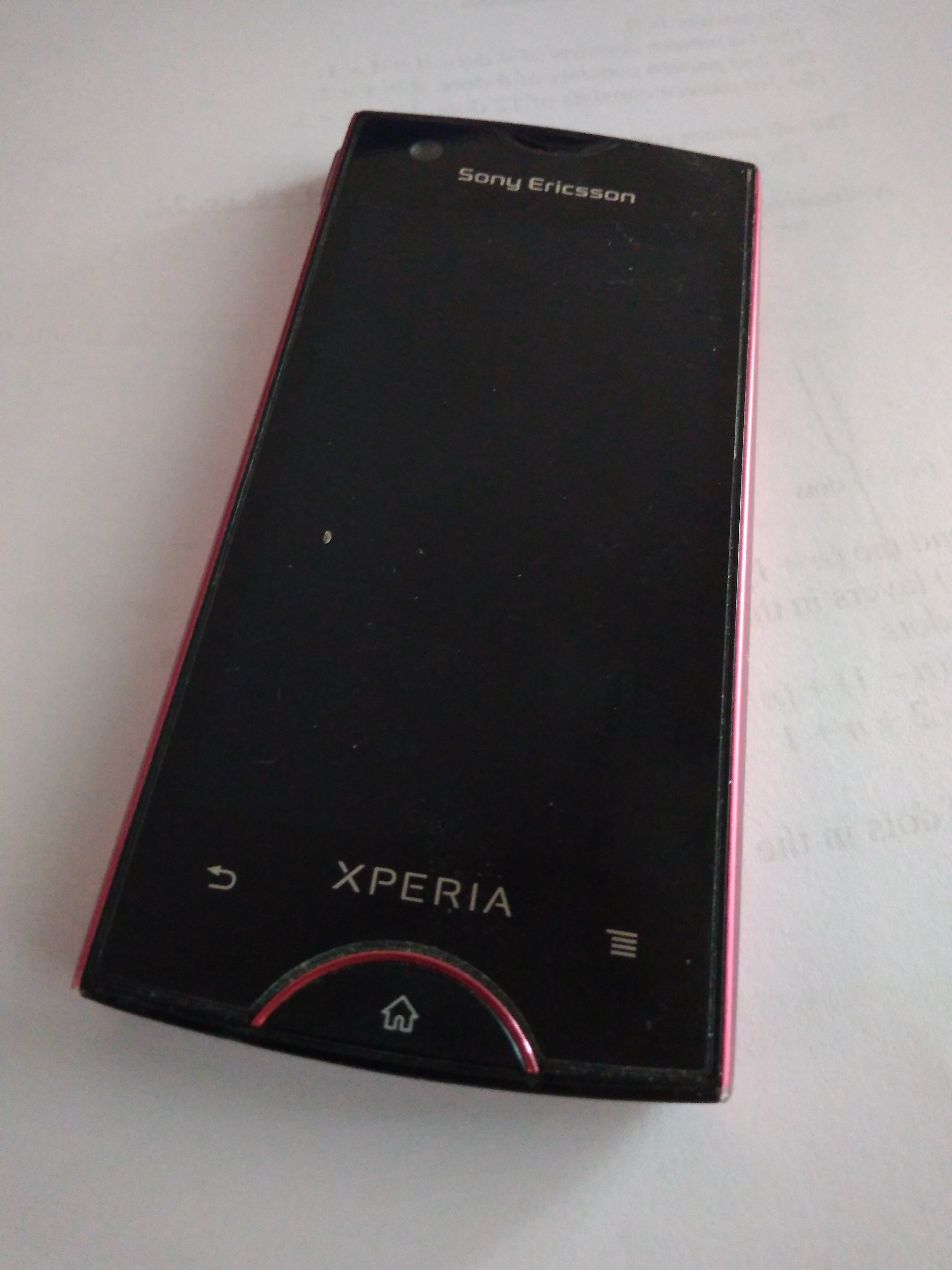
正面

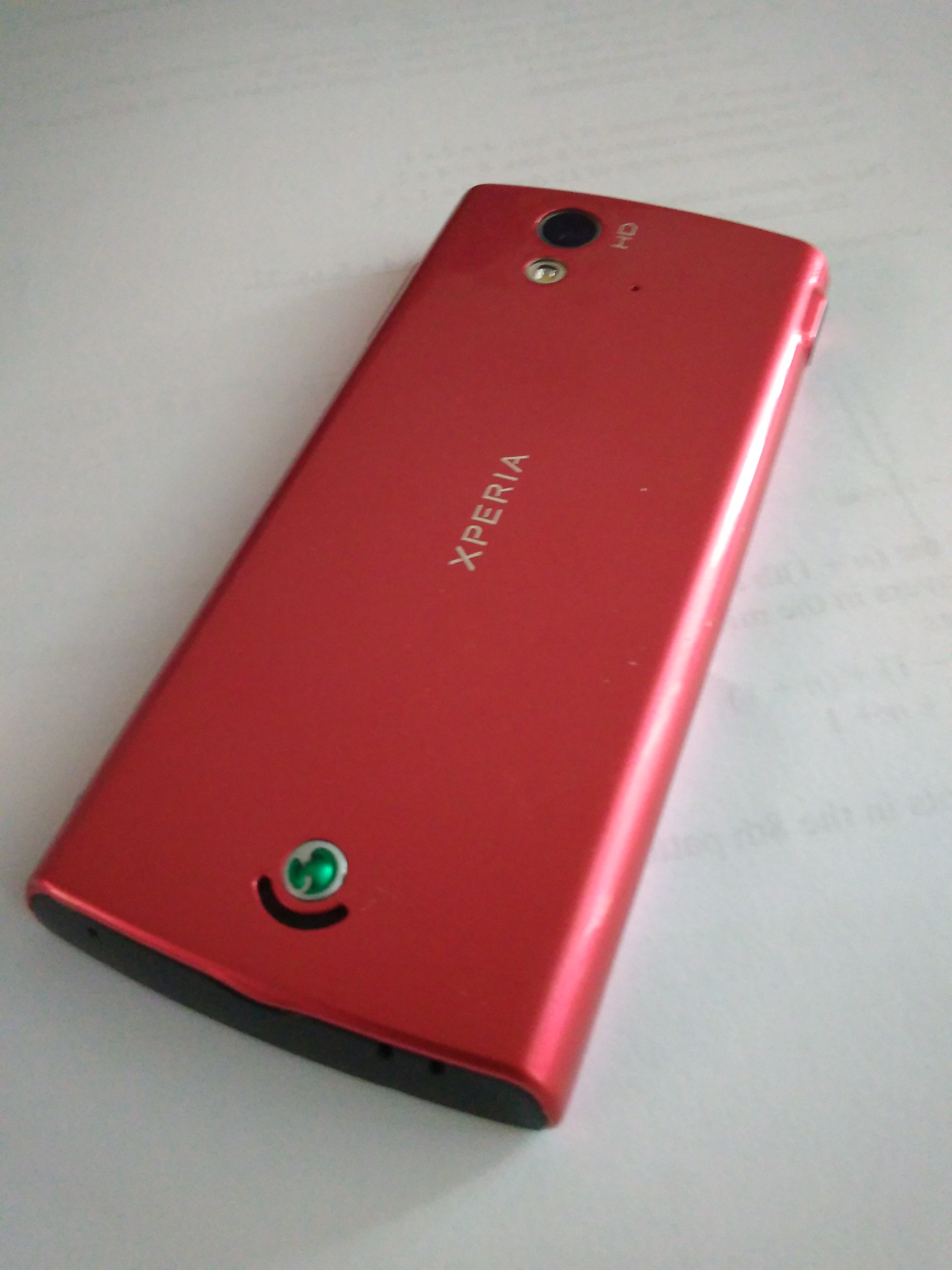
反面

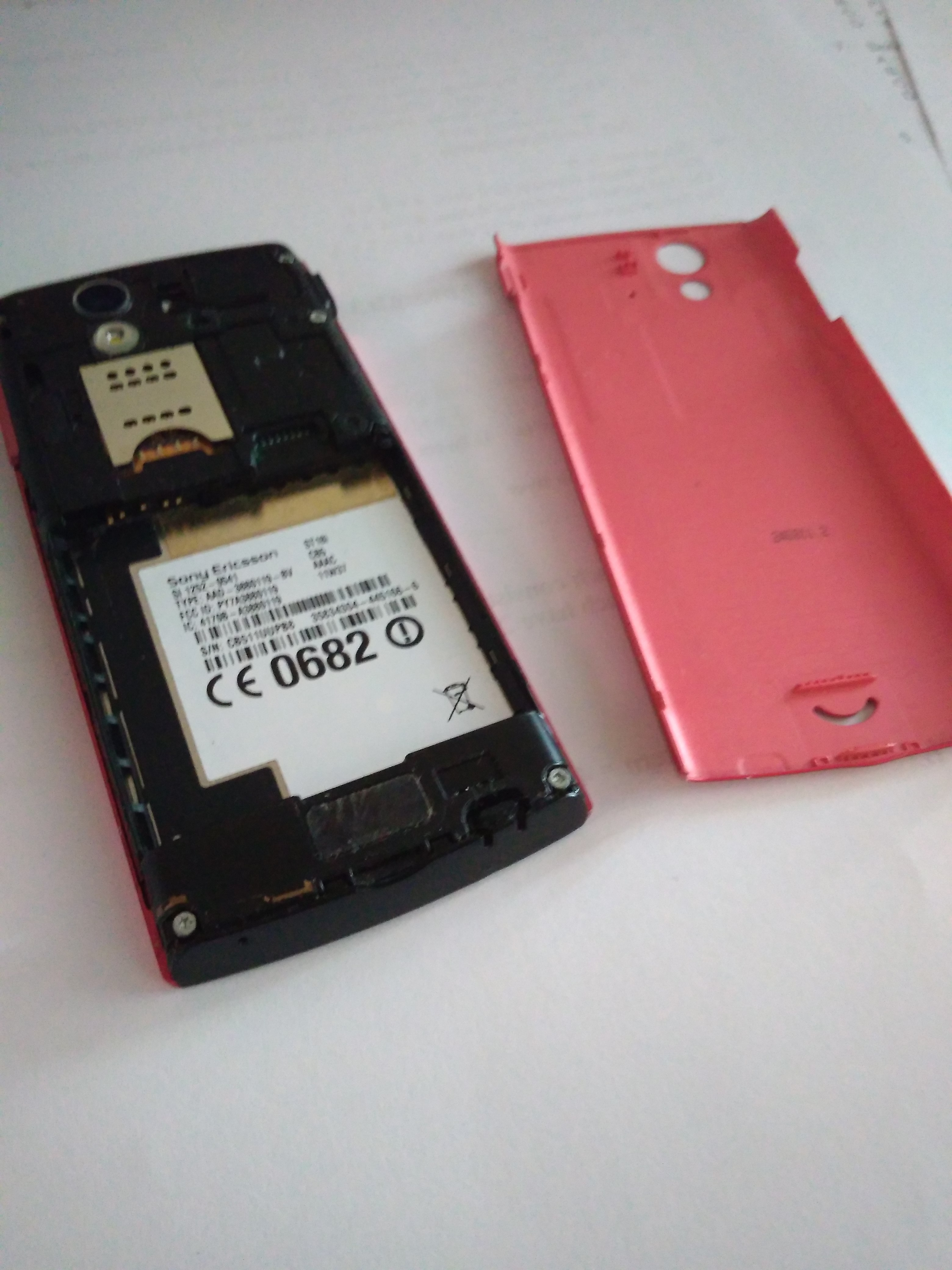
内部

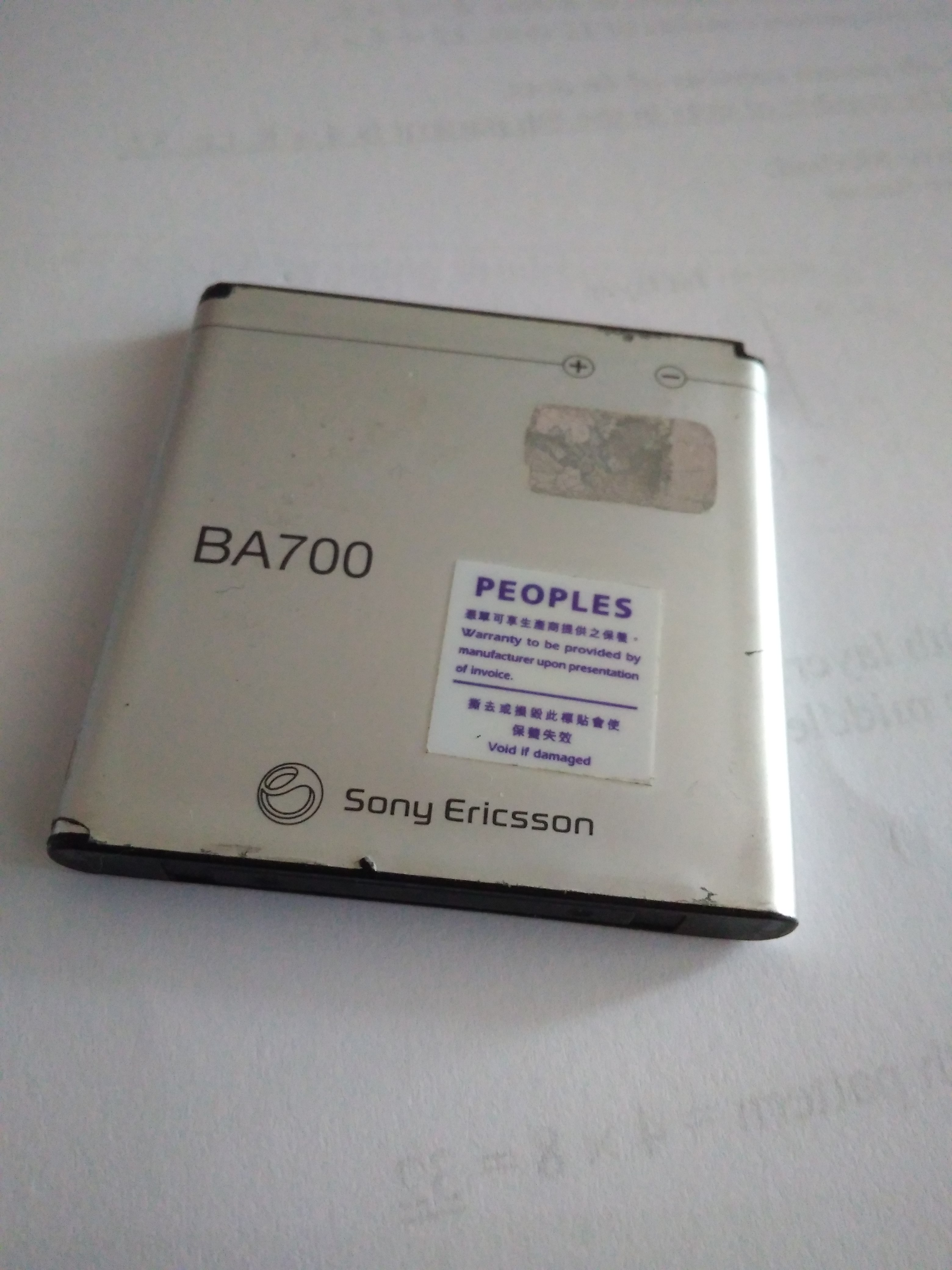
其所使用的Sony Ericsson BA700电池正面

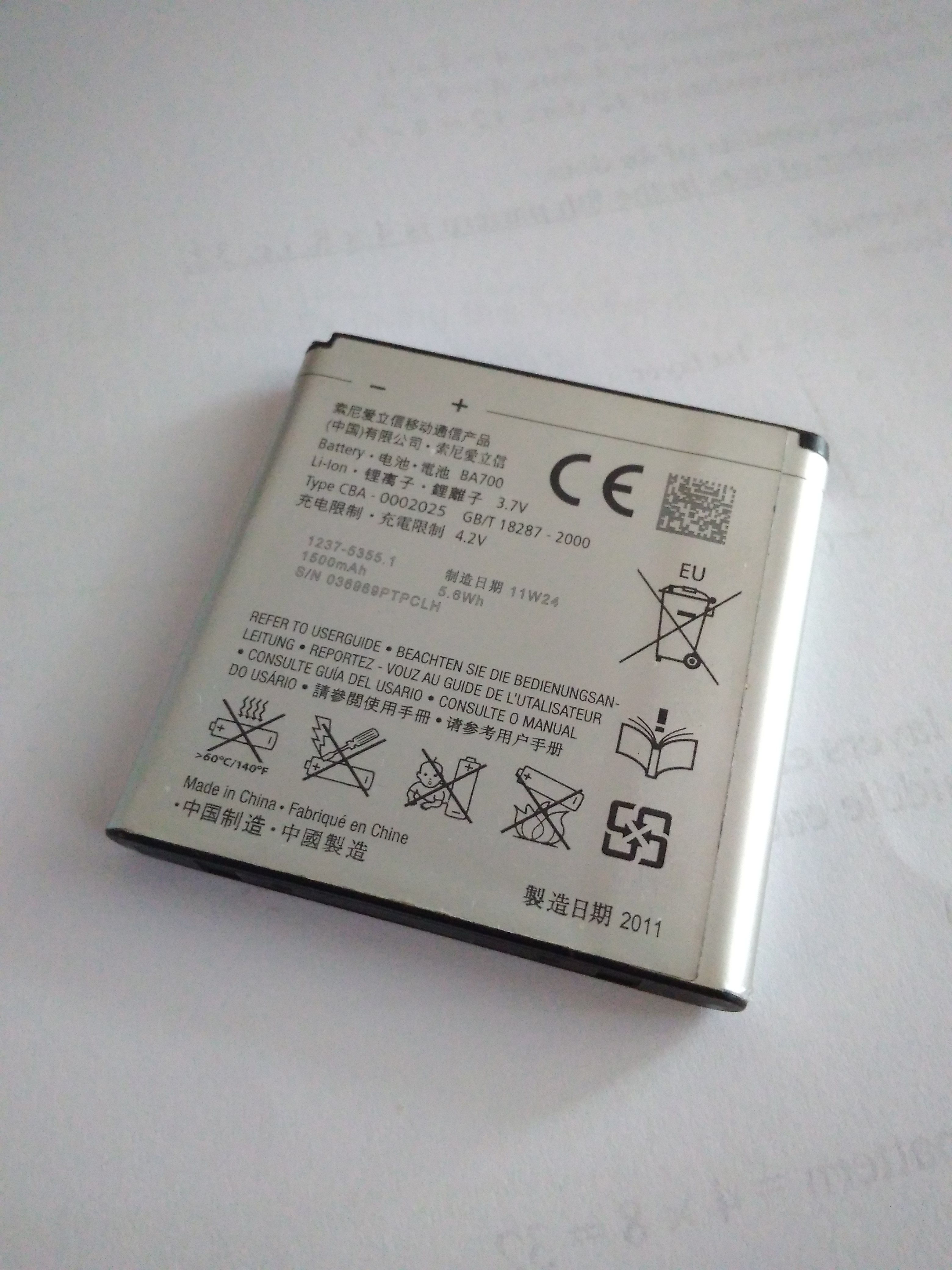
其所使用的Sony Ericsson BA700电池反面

Sony Ericsson Xperia ray（ST18i）是索尼愛立信生產，採用Android作業系統的智能手機，屬Xperia系列，於2011年面世，是索尼愛立信十週年紀念機，亦是爱立信被索尼收購之後合作的最后一款手機 。
Sony Ericsson Xperia ray 採用 Qualcomm MSM 8255 1 GHz Snapdragon 處理器，3.3吋、1600 萬色 TFT 電容式多點觸控顯示屏、支援流動 BRAVIA 引擎，810 萬像素相機、自動對焦功能。
Sony Ericsson Xperia ray 出廠時採用 Android 2.3.4 版本作業系統 (Gingerbread)，索尼現正提供官方最新系統升級至 Android 4.0.4 (Ice Cream Sandwich)。
Legacy xperia-urushi現提供Cyanogen Mod 11版本Android 4.4.3（Kitkat）固件給xperia ray升级，主要改善原廠固件問題，如卡頓、不穩定、耗電、漏洞、Bug等…。

## 顏色

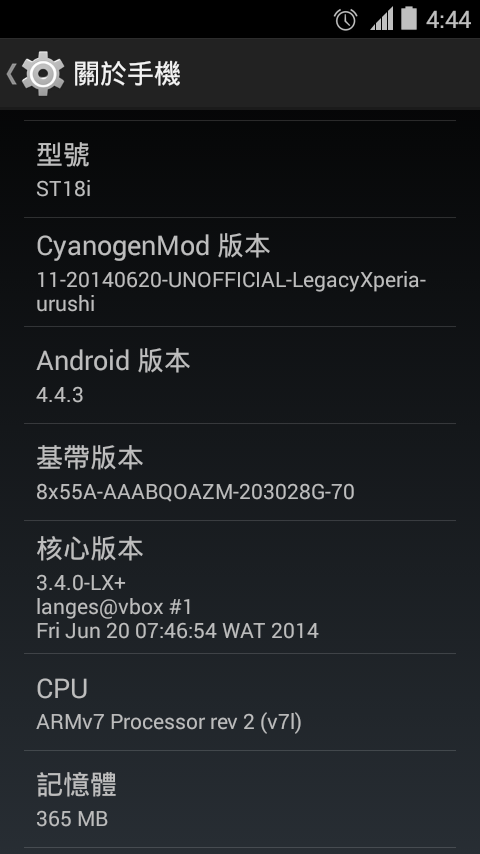
Cyanogen Mod 11版本Android 4.4.3固件

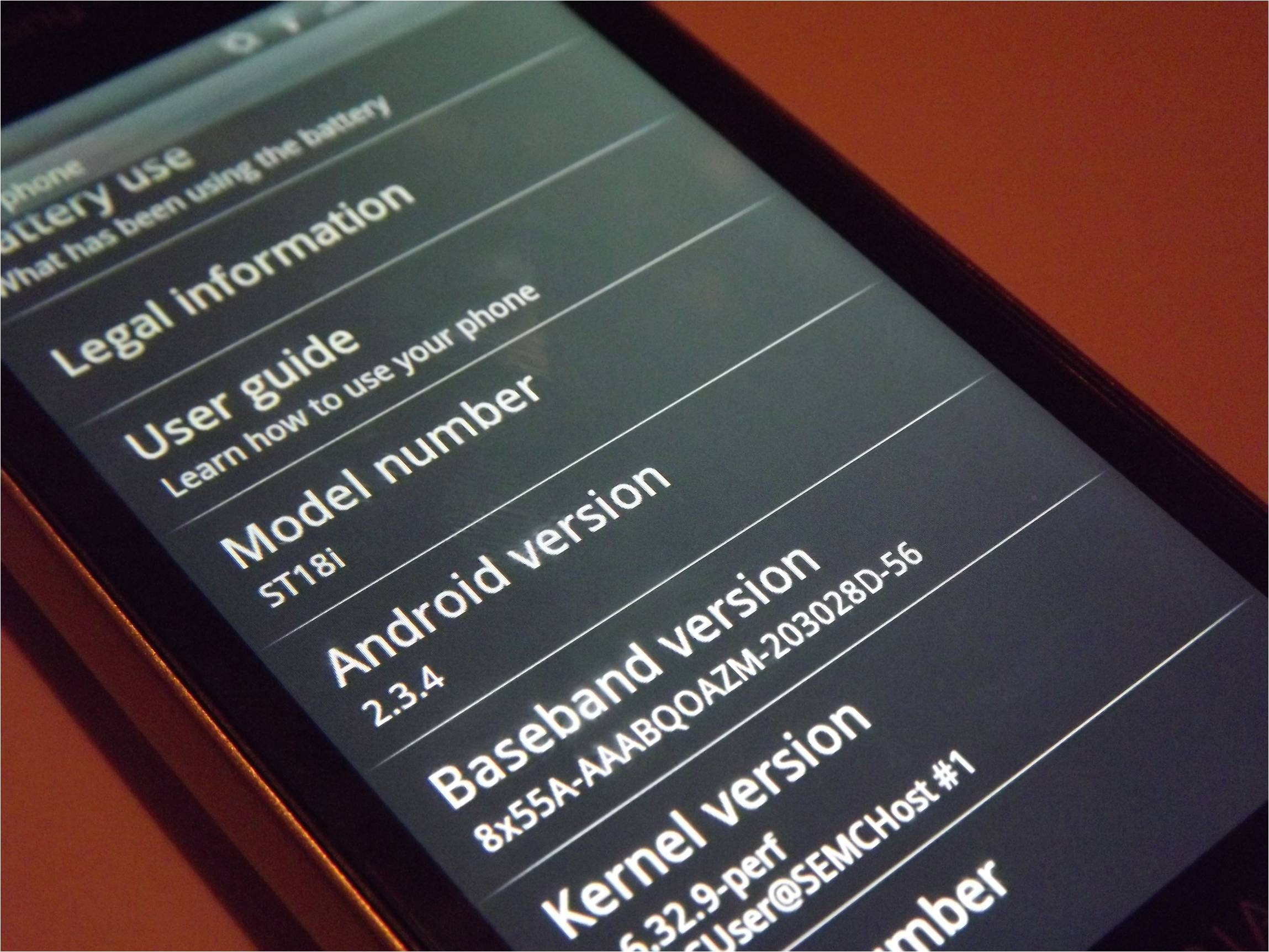
xperia ray android version 2.3.4

顏色包括：
| 顏色 | 名稱   | 英語  |
| ---- | ------ | ----- |
|      | 黑色   | Black |
|      | 白色   | White |
|      | 粉紅色 | Pink  |
|      | 金色   | Gold  |

## 外部連結
- Sony Ericsson Xperia ray 索尼香港官方網站（页面存档备份，存于） 中文
- Sony Ericsson Xperia ray 規格[永久]